# De Nolet
Die Noletmühle (niederländisch Noletmolen; kurz De Nolet, deutsch Die Nolet) ist eine Windkraftanlage in Schiedam in den Niederlanden, die im Stil einer Holländerwindmühle errichtet wurde. Sie ist seit ihrer Fertigstellung im Jahre 2006 die höchste „klassisch“ gebaute Windmühle der Welt.

## Geschichte

### Hintergrund
Bereits seit dem 18. Jahrhundert prägte eine Gruppe von besonders hohen Galerieholländerwindmühlen das Ortsbild von Schiedam. Diese Mühlen dienten ehemals vor allem zum Mahlen von Malz für die zahlreichen ortsansässigen Brennereien. Von den ehemals mehr als 20 Schiedam-Mühlen sind heute nur noch fünf erhalten. Von diesen ist die Mühle De Noord (Baujahr 1803) mit einer Kappenhöhe (ohne Flügel) von 33,3 m die höchste. Seit die Kappe der ehemals 38 m hohen Mühle De Hoop in Breda 1927 demontiert wurde, war De Noord die höchste historische Windmühle der Welt.

### Neubau
Im Jahre 2005 ließ die Schiedamer Brennerei Nolet Distillery zu Werbezwecken neben ihrem Betriebsgelände eine neue Windmühle im alten Stil aufbauen, welche im Mai 2006 in Betrieb ging. Beim Bau übertraf man mit einer Kappenhöhe von 42,5 m die vorherige Rekordhalterin De Noord um fast 10 m. Beim Flügelraddurchmesser liegt De Nolet allerdings mit 29,85 m hinter der Murphy-Mühle (35 m), einer 1905 im Golden Gate Park in San Francisco (USA) zur Bewässerung errichteten Windpumpe mit holländischer Optik.

## Technik
Anders als ihre historischen Vorbilder dient die Noletmühle nicht zum Mahlen von Getreide oder Malz, sondern zur Erzeugung von Strom für den Eigenbedarf der Nolet-Brennerei. Anders als bei Wassermühlen, wo eine Umnutzung als Kleinwasserkraftwerk häufig vorkam, ist eine Nutzung als Windkraftwerk bei klassischen Windmühlen eine Seltenheit.
Für die Stromerzeugung wurde die Mühle in der Kappe mit einem Generator mit 150 Kilowatt Auslegungskapazität ausgerüstet. Die Mühle erzeugt jährlich etwa 250 MWh an elektrischer Energie. Die Flügel, die optisch als Segelgatterflügel erscheinen, brauchen nicht mit Segeltuch bespannt zu werden, sondern drehen sich allein durch das aerodynamisch geformte Profil der Ruten. Das innenliegende, elektrisch angetriebene Krühwerk für die Windrichtungsnachführung des Flügelrades arbeitet automatisch; das außenliegende Schwertbalkensystem („Sterz“) ist nur Attrappe ohne echte Funktion. Auch die Galerie ist für die Bedienung der Flügel eigentlich nicht notwendig.